# Metagrion ochrostomum
Metagrion ochrostomum – gatunek ważki z rodziny Argiolestidae.
Owad ten jest prawdopodobnie endemitem indonezyjskiej wyspy Waigeo położonej w pobliżu nowogwinejskiego półwyspu Ptasia Głowa.